# Birger Rosell
Birger Rosell, född 28 juni 1926 i Jönköping, död 24 augusti 2008 i Täby församling, var en svensk politiker (moderat).
Efter examen från Försvarets läroverk 1946 och handelsgymnasium 1947 studerade Rosell vid Socialinstitutet 1949–1950. Han var idrottskonsulent 1951–1952, ombudsman i Högerpartiet 1953–1957, i Västergötlands köpmannaförbund 1957–1959, riksombudsman i Högerpartiet/Moderaterna 1959–1963, chefsombudsman i Stockholm 1964–1968 och Stockholms hantverksförening 1968–1973. Han var ledamot av Stockholms läns landsting från 1971, landstingsråd 1974–1985, ledamot av förvaltningsutskottet och av landstingsförbundsstyrelsen.